# Myomyscus
Myomyscus é um gênero de roedores da família Muridae.

## Espécies
- Myomyscus angolensis (Bocage, 1890)
- Myomyscus brockmani (Thomas, 1908)
- Myomyscus verreauxii (Smith, 1834)
- Myomyscus yemeni Sanborn & Hoogstraal, 1953